# En attendant Cousteau
En attendant Cousteau är ett musikalbum av Jean Michel Jarre som gavs ut 1990. Det är även utgivet med den engelska titeln Waiting for Cousteau. Albumet består av tre låtar inspelade med bland annat steelpans på Trinidad och Tobago, samt ett nästan 47 minuter långt lugnt ambientspår.
Calypso Part 3 användes som pausmusik vid demopartyt The Party 2001.

## Låtlista
Alla låtar är skrivna och komponerade av Jean Michel Jarre. 
| Nr | Titel                           | Längd |
| -- | ------------------------------- | ----- |
| 1. | Calypso                         | 9:15  |
| 2. | Calypso (Part 2)                | 6:20  |
| 3. | Calypso (Part 3, Fin De Siècle) | 6:25  |
| 4. | En Attendant Cousteau           | 47:00 |